# Armoriale delle famiglie italiane (Re-Rh)
Questo è l'armoriale delle famiglie italiane il cui cognome inizia con le lettere che vanno da Re a Rh.

## Armi

### Re
| Stemma | Casato e blasonatura |
| ------ | --- |
|        | Re (Chieri) D'argento, a tre corone di verde, di tre punte, con il capo d'azzurro, carico di tre stelle d'oro, ordinate in fascia Motto: Non ab inferioribus (citato in (16)) |
|        | Re (Costigliole Saluzzo) D'argento, al leone d'oro, cucito, linguato di rosso, tenente con le zampe anteriori una spada d'argento, nella quale è infilzata una testa umana, di carnagione, recisa, posta in maestà, con il capo d'azzurro, carico di un'aquila di nero, cucita, coronata, armata e membrata di rosso Motto: Regnat utrumque (citato in (16)) |
|        | Re (Centallo) Titolo: nobile Scaccato d'oro e di rosso, con il capo d'oro (citato in (16)) scaccheggiato d'oro e di rosso, ed il capo d'oro (citato in (22)) Cimiero: un braccio destro ignudo, tenente nella mano una faretra (freccia) d'oro Motto: Qui se exhaltat humiliabitur |
|        | Re o Deregibus (Asti) Titolo: signori di Monte Castello, Prasco, Quattordio, Solero Scaccato d'argento e di rosso, con il capo d'oro Motto: Fortior est virtus (citato in (16)) |
|        | Re (Milano, Alessandria, San Salvatore Monferrato) filetto in croce di argento su rosso pieno e verde pieno - torre merlata alla ghibellina (3 pezzi) cimata da banderuola di argento su verde - biscia ondeggiante in palo di argento su rosso (citato in LEOM) |
|        | Re (Pavia) leone rampante coronato di oro tenente nella destra un pugnale al naturale dove è infitta la testa di un moro in maestà e afferrante con le restanti zampe un pastorale di argento posto in banda tutto su rosso - aquila di nero coronata di oro su argento in capo (citato in LEOM) (la blasonatura non è stata ancora caricata) (Immagine nella Raccolta stemmi Topoguz.) |
|        | Rè (Cesena) (la blasonatura non è stata ancora caricata) (citato in BLCW) Immagine in Blasone Cesenate. |
|        | Re della Pona (San Salvatore Monferrato, Alessandria, Milano) Titolo: baroni della Pona Inquartato, con una croce d'argento sulla inquartatura, al 1° di rosso, al 2° di verde, al 3° di verde, alla torre d'argento, merlata alla ghibellina di tre pezzi, imbandierata, con la fiamma a sinistra, al 4° di rosso, a una biscia d'argento, ondeggiante in palo alias Inquartato di rosso e di verde, con la croce d'argento sulla inquartatura, accantonata nel 3° quarto da una torre sormontata da una stella, il tutto d'oro Motto: Honestas et constantia - Honestas et labor (citato in (16)) |
|        | Rè di Napoli (Cesena) (la blasonatura non è stata ancora caricata) (citato in BLCW) Immagine in Blasone Cesenate. |
|        | Re Rebaudengo (Asti, Torino) Titolo: nobili Scaccato d'argento e di rosso, con il capo d'oro Motto: Fortior est virtus (citato in (16)) |

### Rea
| Stemma | Casato e blasonatura |
| ------ | --- |
|        | Reali (Firenze) Trinciato di rosso e d'argento, alla banda d'azzurro passata sulla partizione, infilata in tre corone radiate d'oro, e accostata da due semivoli addossati dell'uno nell'altro (citato in (14))                                                                                  |
|        | Reali (Pistoia) D'argento, al leone di rosso, e alla banda attraversante d'oro caricata di tre torri di rosso, poste nel senso della pezza alias D'argento, al leone di rosso, e alla banda attraversante d'oro caricata di tre torri di nero, poste nel senso della pezza (citato in (14))      |
|        | Reali (Montefalco) (la blasonatura non è stata ancora caricata) (citato in Degli Abbati) |
|        | Reali (Cagli) volpe rampante nascente dalla partizione testa rivolta al naturale su azzurro - aquila al naturale ali abbassate (volo) rivolta posta sulla partizione su azzurro - 5 quadrotti di argento posti 3,2 in doppia fascia su rosso - 5 fasce ondate di azzurro su oro (citato in LEOM) |

### Reb
| Stemma | Casato e blasonatura |
| ------ | --- |
|        | Rebaudengo (Mondovì, Torino) Titolo: conti Palato d'azzurro e d'oro, con il capo d'oro, carico di tre stelle (6) d'azzurro, ordinate in fascia (citato in (16)) palato di azzurro e di oro - 3 stelle (6 raggi) di azzurro poste in fascia su oro in capo (citato in LEOM) alias Palato d'azzurro e d'oro, con il capo d'azzurro, carico di tre stelle (6) d'oro, ordinate in fascia (citato in (16)) Motto: Ribur ab astris |
|        | Rebora (Ovada) D'azzurro, al bue rivoltato e con la testa in maestà, di rosso, coronato d'oro, fermo sulla pianura di verde (citato in (25)) |
|        | Rebuffa (Ovada) Di rosso, al leone d'azzurro (citato in (25)) |
|        | Rebuffi (Bra) D'argento, al gambero coronato, d'oro, cucito (citato in (16)) |
|        | Rebuffo (Villafranca Piemonte, Savigliano, Saluzzo) Titolo: conti di S. Michele Prazzo, Traves, Villanova Monferrato; signori di Cantogno Troncato, al 1º ritroncato, sopra d'oro, all'aquila coronata, di nero, sotto d'azzurro, al leone d'oro, illeopardito, linguato e armato di rosso, al 2º bandato d'oro e d'azzurro (citato in (16))                                                                                 |
|        | Rebursa (Molise) D'azzurro alla gemella d'argento posta in banda (citato in DAlena) |

### Rec
| Stemma | Casato e blasonatura |
| ------ | --- |
|        | Recchi (Copparo, Castignano) Titolo: nobili di Ferrara, nobili di Montalto, conti palatini del S.R.I. scaglione scorciato di rosso sormontato da - testa di moro al naturale attorcigliata di argento in maestà accompagnata da - 3 stelle (6 raggi) di oro poste 1,2 tutto su azzurro (citato in LEOM)                                                                                                |
|        | Recchia (la blasonatura non è stata ancora caricata) (citato in DAlena) |
|        | Recliffe (Inghilterra) D'argento alla banda spinata di rosso (citato in DAlena) |
|        | Recupero (Catania) Titolo: baroni d'azzurro a due leoni coronati affrontanti, moventi dalla campagna erbosa di verde, sostenenti il mondo, con una stella nel punto del capo, il tutto d'oro (citato in (17) e in Mango) 2 leoni controrampanti coronati di oro su terrazzo di verde uscente dalla punta sostenenti un mondo sormontato da - stella (5 raggi) tutto di oro su azzurro (citato in LEOM) |

### Red
| Stemma | Casato e blasonatura |
| ------ | --- |
|        | Reda (Trapani) d'azzurro, alla biga d'oro, tirata da due cavalli d'argento, sormontata da tre stelle d'oro (citato in Mango) d'azzurro, con un cocchio d'oro, tirato da due cavalli bianchi, sormontato da tre stelle (6 ?) d'oro (citato in (20)) Notizie storiche in Famiglie nobili di Sicilia. |
|        | Re David (Bari, Rutigliano) Titolo: nobile d'argento all'arpa d'azzurro (citato in (24)) |
|        | Redditi (Firenze) Di..., alla rosa di..., e al capo d'Angiò sostenuto dalla foglia di sega in fascia di... (citato in (14)) |
|        | Redditi (Firenze) Di..., al cane rampante di..., e alla banda diminuita attraversante di... (citato in (14)) |
|        | Redditi (Firenze) D'argento, al gallo fermo di nero, crestato e barbato di rosso, e alla banda attraversante d'azzurro, seminata di gigli d'oro (citato in (14)) |
|        | Redenaschi (Cremona) Titolo: marchesi di Settala, consignori di Villanterio d'oro, al volo di rosso (citato in BLCR) Immagine in |
|        | Redetti (Padova, Rovigo, Venezia, Peschiera del Garda) fascia di argento su azzurro - 3 gigli di oro posti in fascia in alto su azzurro - agnello pasquale sdraiato su un libro tutto al naturale in basso su azzurro (citato in LEOM)                                                             |
|        | Redi (Arezzo, Firenze) D'azzurro, alla palla d'oro accompagnata da sei obelischi dello stesso, ordinati in cinta (citato in (14)) 6 guglie di oro poste in orlo racchiudenti una palla dello stesso al centro dello scudo tutto su azzurro (citato in LEOM)                                        |
|        | Redi (Arezzo) (DE) In Blau 1 silberne Pyramide, 1 silberne Scheibe zwischen 2 silbernen Pyramiden und 3 silberne Pyramiden 1:3:2:1 gestellt (citato in (23)) |

### Ref
| Stemma | Casato e blasonatura |
| ------ | --- |
|        | Reforgiato (Militello in Val di Catania, Catania) Titolo: barone di Linziti, nobile dei baroni di Linziti d'argento alla gemella d'azzurro in fascia, sostenente una fiamma di rosso coronato d'oro sormontata da una cometa di rosso in banda (citato in (17) e in Mango) d'argento alla gemella d'azzurro in fascia, abbassata, sostenente una fiamma di rosso coronata d'oro, sormontata da una cometa di rosso posta in banda (citato in (20)) Notizie storiche in Famiglie nobili di Sicilia. |
|        | Reforgiato (Militello in Val di Catania, Catania) gemella abbassata in fascia di azzurro su argento - fiamma di rosso posta sulla gemella sormontata da una corona di oro - e da una cometa posta in fascia coda a destra di rosso in alto a sinistra su argento (citato in LEOM) |

### Reg
| Stemma | Casato e blasonatura |
| ------ | --- |
|        | Regaù (Torri di Quartesolo) fascia di argento su troncato di azzurro e di rosso - 3 stelle (8 raggi) di oro poste 1,2 in alto su azzurro - 3 spade in sbarra poste in banda di argento guarnite di oro in basso su rosso (citato in LEOM) |
|        | Regazzi (Compiano) (la blasonatura non è stata ancora caricata) (citato in DAlena) |
|        | Regazzoni (Val Brembana) D'azzurro, al capriolo rovesciato d'oro, dal quale spuntano tre soli dello stesso, verso la punta, accompagnato in capo da un albero di verde, posto fra due gigli d'oro (citato in Stemmi della Val Brembana (archiviato dall'url originale il 6 gennaio 2013).) |
|        | Reggiani (Prato) D'azzurro, al monte di sei cime d'oro, sormontato da una stella a otto punte dello stesso (citato in (14)) |
|        | Reggiani o Reggiani Romagnoli o Cervellieri Boschetti (Forlì) cervo di oro corrente da un boschetto di verde su terrazzo dello stesso uscente dalla punta mirante - sole raggiante di oro nel canton sinistro del capo tutto su azzurro (citato in LEOM) |
|        | Reggiani (Cesena) (la blasonatura non è stata ancora caricata) (citato in BLCW) Immagine in Blasone Cesenate. |
|        | Reggio (Livorno) D'argento, al leone di rosso, tenente con le branche anteriori un sole raggiante d'oro; e al capo d'azzurro caricato di tre corone radiate d'oro, 1.2 (citato in (14)) |
|        | Reggio o Riggio (Palermo, Catania, Messina) Titolo: barone di Catenanuova; marchese della Ginestra; principe di Aci Sant'Antonio, San Filippo, Campofiorito, Catena d'azzurro alla fascia accompagnata da tre stelle, due nel campo sormontate da una cometa, ed una in punta il tutto d'oro (citato in (17)) d'azzurro, alla fascia d'oro, sormontata, nel capo, da una cometa posta in palo e accompagnata da tre stelle 2 e 1; il tutto dello stesso (citato in Mango) d'azzurro, alla fascia sormontata da una cometa posta in palo e accompagnata da tre stelle, 2 e 1, il tutto d'oro (citato in (20)) alias d'azzurro, con una fascia d'oro, accompagnata da quattro stelle dello stesso, poste 3 al capo, ed 1 in punta (citato in (20)) Corona di principe Notizie storiche in Famiglie nobili di Sicilia. Ulteriori notizie storiche in Famiglie nobili di Sicilia. |
|        | Reggio (Castiglione di Sicilia) fascia di oro su azzurro - 4 stelle (5 raggi) di oro poste 3,1 su azzurro (citato in LEOM) |
|        | Reggio (Livorno) 3 corone di oro poste 1,2 su azzurro - leone rampante di rosso afferrante con le zampe anteriori un sole raggiante di oro su argento (citato in LEOM) |
|        | Reggio (Genova) banda doppiomerlata di oro accompagnata da - 2 stelle (5 raggi) dello stesso poste in sbarra tutto su azzurro (citato in LEOM) |
|        | Reggio (Lentini) fascia di oro su azzurro accompagnata da - 3 stelle (6 raggi) di oro poste 2,1 le superiori affiancano una cometa di oro ondeggiante in palo in alto su azzurro (citato in LEOM) |
|        | Reggio (Genova) banda doppiodentellata di oro accompagnata da - 2 stelle (6 raggi) dello stesso poste in sbarra tutto su azzurro (citato in LEOM) |
|        | Reggio (Tropea) D'azzurro alla fascia d'oro accompagnata da quattro stelle (6 ?), tre in capo ed una in punta (citato in BLCL) Immagine in Tropea Magazine. |
|        | Reghini o Righini (Pontremoli) palato di oro e di rosso - 3 bande di azzurro su argento - capo di Francia (citato in LEOM) |
|        | Reghini (Pontremoli) 3 bande di azzurro su argento - palato di rosso e di oro - capo di Francia (citato in LEOM) |
|        | Regiani (Forlimpopoli) Cervo (citato in DAlena) |
|        | Regina o De Regina di San Vincenzo al Volturno (Napoli, Castel Volturno) Titolo: conte di Macchia, predicato di San Vincenzo al Volturno d'azzurro alla banda d'argento caricata di tre rose rosse (citato in (17)) |
|        | Regina (Molfetta, Napoletano) di rosso, alla banda d'oro, caricata di 3 rose del campo (citato in e in (19)) |
|        | Regina o De Regina (Napoli) 3 rose di rosso su banda di argento su azzurro (citato in LEOM) |
|        | Regini (Livorno) D'azzurro, alla banda d'argento caricata di tre stelle a sei punte d'oro, e accompagnata superiormente da un uccello (colomba) sorante d'argento, sostenuta dalla banda stessa; e inferiormente da due pesci al naturale, posti in palo l'uno accanto all'altro (citato in (14)) |
|        | Regini (Venezia) mezza losanga nella prima partizione accompagnata a destra da una rosa araldica tutto di rosso su oro (citato in LEOM) |
|        | Regis o Règes o Reggio (Troyes, Saluzzo) Titolo: signori di Isasca Scaccato d'oro e di rosso, con il capo d'oro (citato in (16) e in (22)) Cimiero: leone coronato, d'oro Motto: Quadrat utrinque |
|        | Regis o Reggio o Regio (Asti) Scaccato d'oro e di rosso (citato in (16)) |
|        | Regis o Du Roy (Bresso, Aosta) D'argento, a due fasce di rosso, la superiore carica di una crocetta trifogliata, d'oro, con il capo d'azzurro, carico di una corona, d'oro (citato in (16)) |
|        | Regis (Ronco) Scaccato d'argento e di rosso, di cinque tiri e cinque file, con il capo d'oro, all'aquila di nero Motto: Nil sine numine divum - Regis flora (citato in (16)) |
|        | Regis (Villanova Mondovì, Savigliano) Titolo: conti Troncato, al 1° d'oro, all'aquila coronata, di nero, al 2° di rosso, a tre coppe d'argento, coperte, ordinate in fascia Motto: Cursum dirige (citato in (16)) |
|        | Regna e Regna Spinelli (Bitonto) Titolo: nobile di Bitonto d'azzurro alla fascia d'argento accompagnata in capo da una stella d'oro ed in punta da tre bisanti dello stesso (ordinati in fascia ?) (citato in (17)) fascia di argento su azzurro - stella (6 raggi) di oro in alto su azzurro - 3 palle di oro poste in fascia in basso su azzurro (citato in LEOM) |
|        | Regna (Bitonto) interzato in fascia di azzurro di argento e di azzurro - stella (6 raggi) di oro su azzurro - argento pieno - 3 palle di oro poste in fascia su azzurro (citato in LEOM) |
|        | Regnadori (Prato, Firenze) Palato di sei pezzi d'argento e di rosso alias Palato di sei pezzi d'azzurro e d'argento (citato in (14)) |
|        | Regnadori (Pistoia) D'oro, al monte di sei cime di verde, e al capo d'azzurro caricato di una stella a otto punte d'oro (citato in (14)) |
|        | Regniffo (Fossano) D'azzurro, alla banda d'argento, accompagnata da tre stelle d'oro Motto: No0n nobis gloriam sed Deo (citato in (16)) |
|        | Regnis (la blasonatura non è stata ancora caricata) (citato in DAlena) |
|        | Regnoni o Regnoni Macera (Roma, Tivoli) filetto in palo fascia di argento su troncato di rosso e di azzurro - cervo rampante rivolto di argento su rosso - lettera R maiuscola di argento su rosso - compasso aperto sulla punta accompagnato in alto da - 2 stelle (6 raggi) di argento poste in fascia tutto su azzurro (citato in LEOM) |
|        | Regoli (Firenze) Di..., alla sbarra scorciata (o regolo posto in sbarra) di..., sormontata da una stella a otto punte di... (citato in (14)) |
|        | Regolini (Firenze) Di..., all'albero di..., nodrito su un monte di tre cime di... alias Di..., all'albero di..., nodrito su un monte di sei cime di... (citato in (14)) |
|        | Regolini (Pistoia) Troncato d'oro e di rosso, al leone nascente del secondo nel primo, e a tre stelle a otto punte del primo nel secondo, 2.1; e alla fascia d'azzurro passata sulla troncatura (citato in (14)) |
|        | Reguli (Cesena) (la blasonatura non è stata ancora caricata) (citato in BLCW) Immagine in Blasone Cesenate. |

### Reh
| Stemma | Casato e blasonatura |
| ------ | --- |
|        | Rehbinder (Svezia, Finlandia) Inquartato, al 1° e 4° di nero, a due spade d'argento, decussate e infilzate in una corona d'oro, al 2° e 3° di Norvegia antica; sul tutto d'azzurro, a dieci stelle, 5, 5, d'oro, in capo, con tre segni 3 pure d'oro, coronati dello stesso, ordinati in fascia (citato in (16)) |

### Rei
| Stemma | Casato e blasonatura |
| ------ | --- |
|        | Reimondi o Reymondis (Aosta) D'argento, all'ombra di sole, di rosso, orizzontale destra alias D'argento, all'ombra di sole, di rosso, orizzontale sinistra (citato in (16)) |
|        | Reina (Militello) Titolo: barone dell'Aere o Aira del Conte di rosso al braccio di carnagione tenente uno scettro (posto in sbarra ?) sormontato da una corona, il tutto d'oro (citato in (17), in Mango e in (20)) braccio destro di carnagione uscente da destra afferrante uno scettro sormontato da una corona posta in sbarra tutto di oro su rosso (citato in LEOM) Notizie storiche in Famiglie nobili di Sicilia. |
|        | Reina (Como) aquila al naturale coronata armata linguata di oro su azzurro - 3 fasce increspate di argento su rosso (citato in LEOM) |
|        | Reina (Como) fasciato increspato di rosso e di argento (8 pezzi) - aquila di nero su oro in capo (citato in LEOM) |
|        | Reina (Como) fasciato increspato di argento e di rosso (10 pezzi) (citato in LEOM) |
|        | Reina (Como) serpente ondeggiante in palo di nero su argento (citato in LEOM) |
|        | Reinaldi o Renaud (Torino) 2 frecce di oro contrapposte in sbarra accompagnate in capo da - un giglio di argento e in basso da - una torre merlata alla guelfa uscente dalla punta di argento tutto su azzurro - 3 crocette patenti di azzurro su banda di argento su rosso - argento mantellato di azzurro caricato di 3 stelle (5 raggi) di oro poste 1,2 (citato in LEOM) |
|        | Reishammer (Colle Val d'Elsa) d'azzurro, alla banda di rosso caricata di un ramo di quercia d'oro, fogliato dello stesso, posto nel senso della pezza, e accompagnata in punta da un martello posto in palo d'oro. (citato in (10) e in (14)) |
|        | Reisner Kollmann (Fiesole) Di rosso, al destrocherio armato al naturale, impugnante una spada dello stesso alta in sbarra, guarnita d'oro; con il capo cucito d'azzurro, caricato dell'Occhio di Dio d'oro (citato in (14)) |
|        | Reisner Kollmann (Firenze, Vienna (Austria)) occhio umano al naturale su triangolo di oro su azzurro (occhio della Provvidenza) - braccio destro armato di argento reciso afferrante con la mano di carnagione una spada posta in sbarra di argento tutto su rosso (citato in LEOM) |
|        | Reisoli-Matthieu di Pian Villar (Lunigiana, Torino, Padova) Titolo: conti D'azzurro, alla fascia d'argento, caricata di un volo di nero, accompagnato in punta da due spade d'argento, manicate d'oro, poste in croce di Sant'Andrea, sormontate da tre stelle d'oro, male ordinate Motto: Arduis virtute confirmor (citato in (16)) |
|        | Reitano o Raitano (Palermo, Messina) Titolo: barone di San Bartolomeo inquartato: d'azzurro, di rosso, d'oro e di verde, alla testa di moro al naturale cimata dal crescente d'argento, posta nel cuore sul tutto (citato in (17)) inquartato: d'azzurro, di rosso, d'oro e di verde alla testa di moro al naturale tortigliata di rosso, cimata dal crescente montante d'argento, posta nel cuore e attraversante su tutto (citato in Mango) testa di moro al naturale di profilo avvolta da un turbante di rosso cimato da mezza luna crescente di argento su inquartato di azzurro di rosso di oro e di verde (citato in LEOM) |

### Rel
| Stemma | Casato e blasonatura                                                 |
| ------ | -------------------------------------------------------------------- |
|        | Rel (Asti) D'argento, alla fascia alzata, d'azzurro (citato in (16)) |

### Rem
| Stemma | Casato e blasonatura |
| ------ | --- |
|        | Rem Picci (Roma) braccio destro di carnagione uscente da destra afferrante 3 spighe di grano di oro poste a ventaglio - monte a 3 cime di verde uscente dalla punta - 3 stelle (8 raggi) di oro poste 1,2 in alto tutto su azzurro (citato in LEOM) |
|        | Remedi (Sarzana, Livorno, Fiesole) torre di argento su 3 monti di verde uscenti dalla punta accostata da - 2 grifi controrampanti con le teste rivolte agli opposti di rosso su partito di oro e di azzurro - fiaccola accesa sulla cima della torre di rosso - colomba a destra di argento in volo posta in sbarra su azzurro (citato in LEOM)                    |
|        | Remigio e Remigio Albernia Titolo: consignori di Clavesana Partito, d'azzurro, all'albero al naturale e, d'azzurro, al serpe al naturale, coronato d'argento, annodato e ondeggiante, il tutto con il capo d'oro, carico di un'aquila di nero, bicipite, coronata del campo (citato in (16))                                                                       |
|        | Reminiac (Bretagna) Titolo: marchesi di Gorrino; conti di Montanera; signori di Castelcebro; consignori di Villarbasse Di nero, alla croce di Sant'Andrea, d'argento alias Di nero, alla croce di Sant'Andrea d'argento, con un lambello di rosso a tre pendenti alias Di nero, alla croce di Sant'Andrea d'argento, con una bordura dello stesso (citato in (16)) |
|        | Remolini (Cesena) (la blasonatura non è stata ancora caricata) (citato in BLCW) Immagine in Blasone Cesenate. |
|        | Remondini (Bassano del Grappa) serpente ondeggiante in palo rivolto di verde su palo di oro su - 3 fasce di verde su oro - 2 teste di leopardo al naturale in alto affiancate al palo su oro (citato in LEOM) |
|        | Remy de Turicque (Pisa) crocetta potenziata di rosso su fascia di oro su - leone rampante di argento coronato di oro su azzurro (citato in LEOM) |

### Ren
| Stemma | Casato e blasonatura |
| ------ | --- |
|        | Renan (Molise) (la blasonatura non è stata ancora caricata) (citato in DAlena) |
|        | Renard (Firenze) Di..., alla mostra circolare di orologio di..., circondata dal motto SIMUL ASTU ET DENTIBUS UTAR in caratteri di...; con il capo di..., caricato di una volpe corrente di... (citato in (14)) |
|        | Renati d'azzurro, alla mano destra di carnagione, appalmata e con l'indice e il pollice alti, le altre dita chiuse, e recisa di rosso, attorniata da sei stelle (6) d'oro, poste in cinta (citato in (5) - pag. 110) |
|        | Renati (Cesena) (la blasonatura non è stata ancora caricata) (citato in BLCW) Immagine in Blasone Cesenate. |
|        | Renaud o Reinaldi o Rainaldi (Nizza, Torino) Titolo: baroni di Sant'Alberto; consignori di Falicon, Roccasparvera D'azzurro, a due dardi d'oro, contrapposti in sbarra, accompagnati di sopra da un giglio, di sotto da una torre, il tutto d'argento, la torre murata di nero alias Partito, al 1° di Renaud, al 2° di Audiberti di Santo Stefano Motto: In te Domine speravi - In te Domine confido - Unge me Domine oleo dilectionis tuae (citato in (16)) |
|        | Renazzi (Roma) Serpente (citato in DAlena) |
|        | Renazzi (Roma) (la blasonatura non è stata ancora caricata) (Immagine nell' Archivio Storico Capitolino (PDF).) |
|        | Renda (Palermo, Caltagirone) d'azzurro, alla staffa d'oro, sormontata da tre stelle dello stesso ordinate in fascia nel capo (citato in Mango e in (20)) Notizie storiche in Famiglie nobili di Sicilia. |
|        | Rendelli (Firenze) D'azzurro, al fusto d'albero nodrito sul terreno e sostenuto a sinistra da un gatto rampante, il tutto al naturale e sormontato da tre stelle a otto punte d'oro, ordinate in capo (citato in (14)) |
|        | Rendina (Molise) (la blasonatura non è stata ancora caricata) (citato in DAlena) |
|        | Renghieri d'azzurro, al cigno d'argento, posato (citato in (5) - pag. 116) |
|        | Renghieri (Bologna) d'azzurro, al cigno d'argento posato; al capo d'Angiò (citato in (8) – pag. 644) |
|        | Renier (Venezia) scaglione partito di argento e di nero su partito di nero e di argento (citato in (4) - Vol. V pag. 653 e in LEOM) |
|        | Renna (Mola di Bari, Rutigliano) Titolo: nobile d'azzurro alla fascia accompagnata nel capo da una croce potenziata e in punta da un elmo chiuso sostenuto da una campagna di verde il tutto d'oro (citato in (24)) |
|        | Renzi (Firenze) Di..., alla ruota di Santa Caterina di..., posta in mezzo a tre stelle a otto punte di..., 2.1 (citato in (14)) |
|        | Renzi (Firenze) Fasciato ondato di sei pezzi di... e di... (citato in (14)) |
|        | Renzi (Firenze) Di..., alla colonna di..., accostata da due crescenti affrontati di... (citato in (14)) |
|        | Renzi (Firenze) D'argento, al monte di sei cime d'azzurro, sormontato da una palla di rosso, e alla banda attraversante dello stesso (citato in (14)) (DE) In Silber 1 schwebender blauer Sechsberg, oben begleitet von 1 roten Scheibe und überdeckt von 1 erniedrigten roten Schrägbalken (citato in (23)) alias D'argento, al monte di sei cime d'azzurro, sormontato da un bisante d'oro, e alla banda attraversante dello stesso (citato in (14))        |
|        | Renzi (Toscana) (DE) In Silber 1 schwebender goldener Sechsberg, überdeckt von 1 roten Balken (citato in (23)) |
|        | Renzi (Toscana) (DE) In Silber 1 schwebender goldener Sechsberg, oben begleitet von 1 roten Scheibe und überdeckt von 1 roten Balken (citato in (23)) |
|        | Renzi (Cesena) (la blasonatura non è stata ancora caricata) (citato in BLCW) Immagine in Blasone Cesenate. |

### Reo
| Stemma | Casato e blasonatura |
| ------ | --- |
|        | Reordino o Reverdino o Reverdin (Canavese, Valle d'Aosta) Titolo: consignori di Priacco, Rivarossa, Salto D'argento, alla quercia di verde, fruttata d'oro, con i rami decussati alias D'oro, alla quercia di verde, con i rami decussati Motto: Semper virescit - Pax praemium pacis (citato in (16)) |

### Rep
| Stemma | Casato e blasonatura |
| ------ | --- |
|        | Repetta o Repetto (Ovada) D'azzurro, alla montagna al naturale, fondata sulla campagna di verde, sostenente una torre cimata da un pennone banderuolato verso sinistra, il tutto di nero, accompagnato nel capo da tre stelle di sei raggi d'oro, male ordinate; con una strada nascente di nero dalla torre e ondeggiante in palo fino alla punta (citato in (25)) |
|        | Repetta o Repetto (Ovada) D'argento, all'albero nodrito sulla campagna, il tutto al naturale, sostenuto da un leone coronato di rosso e addestrato da un cappello prelatizio di verde (citato in (25)) |
|        | Repossi (Milano) cinghiale di nero sdraiato su terrazzo di verde attraversante - un albero al naturale su argento - limitato da una cinta di verde su argento (citato in LEOM) |

### Req
| Stemma | Casato e blasonatura |
| ------ | --- |
|        | Requesens (Sicilia) Titolo: conte di Buscemi, Ragalmuto, S. Giacomo; principe di Pantelleria inquartato: nel 1° e 4° d'azzurro, a tre torri d'oro poste 1, 2; nel 2 e 3° d'oro a quattro pali di rosso e la bordura dentata d'oro (citato in Mango) alias inquartato; nel 1° e 4° d'azzurro, con tré torri d'oro, (per Requesens); nel 2° e 3° d'oro, con quattro pali di rosso (per Aragona); e la bordura dentata d'oro (citato in (20)) alias inquartato: nel 1 e 4° palato di rosso e d'argento; nel 2° e 3° d'azzurro, a tre torri d'argento, e la bordura dello scudo d'argento (citato in Mango) Corona e mantello di principe Notizie storiche in Famiglie nobili di Sicilia. |
|        | Requiston (Provenza) Titolo: consignori di Toetto Scarena Di rosso, a due leoni d'argento, sostenenti un semivolo, d'oro (citato in (16)) |

### Res
| Stemma | Casato e blasonatura |
| ------ | --- |
|        | Rescetar (Ragusa/Dubrovnik) troncato: nel 1º di rosso, al crivello d'oro tenuto da due mani, le braccia moventi dai fianchi dello scudo, il braccio a destra vestito di verde, con un risvolto cremisi bordato d'oro, il braccio a sinistra vestito d'argento, col risvolto di nero caricato di una crocetta d'oro, il crivello sormontato da una violetta d'oro, fustata e fogliata dello stesso, posta in fascia; nel 2º d'azzurro, al giovane posto su un terrazzo di verde, vestito di un abito d'oro, i pantaloni d'azzurro, le scarpe d'oro, il mantello d'azzurro gettato sulla spalla destra, e un balteo d'oro formante un decusse, tenente con la mano destra alzata un libro d'oro, col piatto della legatura caricato di una crocetta di nero, e con la mano sinistra portata al berretto conico d'oro (citato in (6)) (FR) Coupé: au 1, de gueules, à un crible d'or tenu par deux mains, les bras mouvants des flancs de l'écu, le bras à dextre paré de sinople, rebrassé d'un rebord cramoisi bordé d'or, le bras à senestre paré d'argent rebrassé de sable ch. d'une croisette d'or, le crible surmonté d'une violette d'or, tigée et feuillée du même, posée en fasce; au 2, d'azur, à un jeune homme posé sur un tertre de sinople, revêtu d'un habit d'or, le pantalon d'azur, les souliers d'or, le manteau d'azur jeté sur l'épaule dextre, et un baudrier d'or formant sautoir, tenant de sa main dextre levée un livre d'or, le plat de la reliure ch. d'une croisette de sable la main senestre portée à son bonnet conique d'or. Deux casques couronnés. (citato in (7)) |
|        | Reschigna (Cannobio, Milano) Interzato in fascia, al 1° d'oro, all'aquila bicipite, di nero, al 2° di rosso, al pesce (detto rescoso) d'argento, al 3° d'azzurro, a due lame, d'argento (citato in (16)) |
|        | Resignano o Risignano (Sicilia) d'argento, all'albero di pomo di verde, fruttifero d'oro (citato in Mango e in (20)) Notizie storiche in Famiglie nobili di Sicilia. |
|        | Resolmino o Risolmino o Rosolmino (Sicilia) di rosso, alla cometa di nero posta in banda (citato in Mango) |
|        | Ressano (Pinerolo, Saluzzo) Titolo: conti di Fenile, Perrero, S. Giorio; consignori di S. Martino Troncato, al 1° d'azzurro, a tre stelle (6) d'oro, 2, 1, al 2° d'argento, a un monte di tre cime, di verde, con una fiamma di rosso, uscente da quella di mezzo alias Troncato, al 1° d'azzurro, a tre stelle d'oro, male ordinate, al 2° d'argento, a un monte di tre cime, di verde, con una fiamma di rosso, uscente da ciascuna delle tre cime alias D'argento, a tre monti verdeggianti, al naturale, quello di mezzo ardente, di rosso, con il capo d'azzurro, carico di tre stelle (6), d'oro, ordinate in fascia (citato in (16)) |
|        | Ressi (Cervia) 3 stelle (5 raggi) di oro poste 1,2 su scaglione di rosso su azzurro - luna figurata di argento in alto su azzurro - cometa di oro uscente dalla punta su azzurro (citato in LEOM) |
|        | Ressi (Cesena) (la blasonatura non è stata ancora caricata) (citato in BLCW) Immagine in Blasone Cesenate. |
|        | Ressico o Resico o Risico o Rissico (Palazzolo, Casale) Titolo: consignori di Mondonio Di rosso, a sei fasce d'oro Motto: Sibi socia virtus (citato in (16)) |
|        | Resta (Roma) (la blasonatura non è stata ancora caricata) (Immagine nell' Archivio Storico Capitolino (PDF) (archiviato dall'url originale il 4 marzo 2016).) |
|        | Resta (Milano) aglio al naturale fogliato di verde su fascia di rosso su argento - 2 ferri di badile al naturale in alto su argento - ruota a 6 raggi di rosso in basso su argento (citato in LEOM) |
|        | Resta o Resta Pallavicino (Trecella, Milano) resta d'aglio posta in fascia di argento su fascia di rosso su argento - 2 ferri di zappa al naturale posti in scaglione rovesciato in alto su argento - ruota di rosso in basso su argento - scaccato (9 pezzi) di argento e di rosso - aquila bicipite di nero coronata su ambo le teste di oro su oro in capo (sulla seconda partizione) (citato in LEOM) |
|        | Resta Pallavicini (Milano) d'argento, alla fascia di rosso caricata d'una resta d'aglio al naturale, accompagnata in capo da due ferri di zappa di ferro, inclinati verso la punta ed addossati in punta da una ruota di rosso (citato in (2) - pag. 582 e in DAlena) |
|        | Restani o Restana (Ovada-Genova) D'azzurro, alla rovere al naturale, sostenuta da due leoni controrampanti di rosso (citato in (25) e (26)) |
|        | Resti (Dalmazia) troncato, sopra, d'azzurro allo stambecco d'oro, slanciato; sotto di rosso a tre bande d'oro (citato in (2) - pag. 521 e in DAlena) |
|        | Resti (Ragusa/Dubrovnik) troncato: nel 1º di rosso, alla torre d'argento finestrata d'azzurro; nel 2º d'argento, a tre bande di rosso (citato in (6)) (FR) Coupé: au 1, de gueules, à une tour d'argent et ajourée d'azur; au 2, d'argent, à trois bandes de gueules. (citato in (7)) |
|        | Resti (Cesena) (la blasonatura non è stata ancora caricata) (citato in BLCW) Immagine in Blasone Cesenate. |
|        | Restia (Sicilia) Titolo: marchese di Canicarao d'azzurro, con un guerriero posto in profilo d'argento, l'elmo chiuso, tenente colla destra una lancia in resta (citato in (20)) Corona di marchese Notizie storiche in Famiglie nobili di Sicilia. |
|        | Restoni (Firenze) D'azzurro, all'archipenzolo d'oro, piombato d'argento, accompagnato in capo da due stelle a otto punte d'oro (citato in (14)) alias D'azzurro, all'archipenzolo d'oro, piombato d'argento, accompagnato in capo da due stelle a sei punte d'oro (citato in (14)) alias D'azzurro, all'archipenzolo d'oro, piombato d'argento, accompagnato in capo da due stelle a otto punte d'oro, con il capo d'argento caricato di un crescente montante d'azzurro (citato in (14)) (DE) Unter 1 silbernen Schildhaupt, darin 1 liegender blauer Halbmond, in Blau 1 goldener Setzlot mit schwarzem Pendel, oben beidseitig begleitet von je 1 achtstrahligen goldenen Stern (citato in (23)) alias D'azzurro, all'archipenzolo d'oro, piombato d'argento, accompagnato in capo da due stelle a sei punte d'oro, con il capo d'argento caricato di un crescente montante d'azzurro (citato in (14)) |
|        | Restoni (Toscana) (DE) Durch 1 silberne? Leiste silber-rot geteilt: Oben 1 liegender roter Halbmond, unten 1 goldener Setzlot? mit schwarzem Pendel, dieser oben beidseitig begleitet von je 1 achtstrahligen goldenen Stern (citato in (23)) |
|        | Restori (Ovada) D'azzurro, al cervo in atto di salire una rupe movente in banda dal fianco destro, il tutto al naturale, accompagnato nel capo da tre stelle di sei raggi d'oro, poste 1, 2 (citato in (25)) |

### Ret
| Stemma | Casato e blasonatura |
| ------ | --- |
|        | Retana o Retano (Sicilia) partito: nel 1° di rosso con sette pine d'oro, ordinate 3, 2 e 2 (per Retano); nel 2° di rosso, all'albero di verde e due lupi d'oro passanti (per Biscaglia) (citato in Mango e in (20)) Notizie storiche in Famiglie nobili di Sicilia. |
|        | Rettafè Bostari o Rettafedi (Toscana) (DE) In mit senkrecht gelegten schwarzen Rechtecken bestreutem goldenen Feld 1 natürlicher rotgezungter schwarzer Löwe (citato in (23))                                                                                       |

### Reu
| Stemma | Casato e blasonatura |
| ------ | --- |
|        | Reumiludi (Sicilia) d'argento, a tre lupi correnti al naturale (ordinati in palo ?) (citato in Mango) di argento, con tré lupi correnti al naturale (ordinati in fascia ?) (citato in (20)) Notizie storiche in Famiglie nobili di Sicilia. |

### Rev
| Stemma | Casato e blasonatura |
| ------ | --- |
|        | Revedin (Ferrara, Roma, Treviso, Venezia) filetto in fascia di oro su azzurro - leone passante di oro in alto su azzurro - torre di rosso (2palchi) posta in sbarra su azzurro in basso (citato in LEOM) |
|        | Revedin (Ferrara, Roma, Treviso, Venezia) filetto di oro in fascia su azzurro - leone passante di oro sul filetto su azzurro - torre a 2 palchi merlata alla guelfa posta in banda su azzurro in basso (citato in LEOM) |
|        | Revelli Beaumont (Valle di Lanzo, Torino, Genova, Roma) Titolo: nobili Troncato, al 1° di rosso, al semivolo sinistro d'argento, al 2° d'azzurro, alla stella (6) d'argento (citato in (16)) ala sinistra di argento posta in palo su rosso - stella (6 raggi) di argento su azzurro (citato in LEOM) |
|        | Revello o Revelli (Busca) D'argento, al tronco di verde, sostenente due uccelli di nero, beccati e piotati di rosso (citato in (16)) |
|        | Revello o Revelli (Nizza) Di [...], all'albero di verde, con un uccello d'argento appollaiato sullo stesso, l'albero accompagnato in punta da due stelle d'oro (citato in (16)) |
|        | Revello o Revelli (Saorgio) Inquartato, al 1° e 4° troncato d'argento e di rosso, a due leoni affrontati e sostenenti una torre merlata di tre pezzi, dall'uno all'altro e dell'uno nell'altro, al 2° d'argento, al mezzo volo abbassato, di nero, al 3° d'argento, a due picchi di nero, affrontati e arrampicati su un albero sradicato, di verde (citato in (16)) |
|        | Revertera (Napoli, Austria) Titolo: patrizio Napoletano, dei duchi della Salandra / Duca di Salandra, di Tricarico, nobile di Grassano, Miglionico, col diritto al Grandato di Spagna /barone di Crispano, Tricarico, Salandra; conte di Tricarico; duca di Salandra d'argento con due fasce di rosso accompagnate da tre bisanti d'azzurro (citato in (17)) d'argento a due bande (fasce) rosse, accompagnate da tre bisanti azzurri, posti in palo tra le fasce (citato in (19)) 2 fasce di rosso su argento accompagnate da - 3 palle di azzurro poste in palo su argento (citato in LEOM) Notizie storiche in Nobili napoletani. |
|        | Reviglio (Bra) Titolo: conti de La Veneria D'azzurro, alla croce di Sant'Andrea d'oro, ancorata (arma antica) alias Inquartato, al 1º e 4º d'azzurro, alla croce di S. Andrea d'oro, ancorata, al 2º e 3º troncato, sopra d'oro, all'aquila coronata, di nero, sotto d'azzurro, a tre lambda maiuscole, d'oro, ordinate in fascia (Guigonio) Motto: Habent vigiles sua lumina noctes (citato in (16)) |
|        | Reviglio (Torino) croce di Sant'Andrea scorciata e ancorata di oro su azzurro - aquila di nero su oro - 3 lettere greche lamba (L) maiuscole di oro poste in fascia su azzurro (citato in LEOM) |

### Rey
| Stemma | Casato e blasonatura |
| ------ | --- |
|        | Rey di Villarey (Mentone, Torino, Milano, Oglianico) Titolo: signori di Villarey; nobili D'oro, alla banda d'argento, cucita, carica di tre fusi di rosso alias Partito, al 1° troncato, sopra di rosso a tre fusi d'argento, sotto d'oro al giglio d'azzurro, al 2° d'argento, al liocorno di rosso, furioso (citato in (16))                       |
|        | Reyna o Reina (Milano, Asti) D'argento, a tre fasce di rosso, dentate Motto: Omnibus (citato in (16)) |
|        | Reyneri (Carrù, Torino) Titolo: nobili; conti di Lagnasco Troncato, d'azzurro, a tre stelle d'oro, poste in fascia, al 2° d'argento, all'albero nutrito nella pianura erbosa, il tutto di verde (citato in (16)) |
|        | Reynoni (Torino) D'azzurro, al palo d'oro, accostato da due torri, di [...], con il capo d'oro, carico di un'aquila coronata, di nero (citato in (16)) |
|        | Reytani (Reggio Calabria) Titolo: baroni troncato: d'azzurro e d'oro alla testa di moro al naturale sulla troncatura col turbante di rosso sormontata da un crescente d'argento (citato in (17)) testa di moro al naturale di profilo coperto da un turbante di rosso cimato da una luna di argento su troncato di azzurro e di oro (citato in LEOM) |

### Rez
| Stemma | Casato e blasonatura |
| ------ | --- |
|        | Reza (Verona) luna piena di argento accompagnata da 2 stelle (6 raggi) di oro su fascia di azzurro su troncato di argento e di verde - aquila di nero coronata di oro sull'argento - busto di uomo vestito di argento coperto da un cappello dello stesso bordato di rosso uscente dalla punta accompagnato da - 2 pali di rosso sul verde (citato in LEOM) |
|        | Rezia o Ressia (Romano Canavese) Titolo: consignori di Mombello della Frasca, Romano Troncato, al 1° d'azzurro, a tre stelle d'oro, male ordinate, al 2° di nero, alla colonna d'argento, con la fascia d'oro sulla troncatura Motto: Dum nitor elevor (citato in (16))                                                                                     |
|        | Rezzonico (Roma) (la blasonatura non è stata ancora caricata) (Immagine nell' Archivio Storico Capitolino (PDF) (archiviato dall'url originale il 4 marzo 2016).) |
|        | Rezzonico (Verona) aquila bicipite coronata di nero su ambo le teste su scudetto di oro coronato di oro su - croce di argento su oro - torre di argento (2palchi) uscente dalla partizione su nero - leone rampante di oro su 3 sbarre di argento su rosso (citato in LEOM)                                                                                 |
|        | Rezzonico (Como, Verona) torre a 2 palchi alla guelfa di argento su nero aperta e finestrata del campo (citato in LEOM) |
|        | Rezzonico (Cesena) (la blasonatura non è stata ancora caricata) (citato in BLCW) Immagine in Blasone Cesenate. |

### Rh
| Stemma | Casato e blasonatura |
| ------ | --- |
|        | Rho (Milano) Titolo: signori di Agaro (Domodossola), della Val Formazza; consignori di Bornate e Vintebbio Di rosso, alla ruota d'argento alias D'azzurro, alla ruota d'argento (citato in (16)) |
|        | Rho (Ozegna, Milanesi) D'argento, all'aquila di nero, poggiante sopra una ruota di rosso (citato in (16)) |
|        | Rho (Pecetto) Interzato in fascia, al 1° d'azzurro, al sole d'argento, al 2° d'oro, alla ruota di rosso, uscente dalla partzione, al 3° d'argento (citato in (16)) |
|        | Rho (Val Brembana) Troncato nel 1° d'oro all'aquila di nero coronata del campo; nel 2° di rosso alla ruota d'argento di otto raggi alias Di rosso alla ruota d'argento di otto raggi col capo d'oro, carico di un'aquila di nero, coronata d'oro (citato in Stemmi della Val Brembana (archiviato dall'url originale il 6 gennaio 2013).) |
|        | Rho (Lodi, Napoli) ruota di argento (8 raggi) su rosso - capo d'Impero (citato in LEOM) |
|        | Rho (Lodi, Napoli) aquila di nero coronata di oro su oro - ruota di argento (8 raggi) su rosso (citato in LEOM) |